# Im. Stiholt
Im. Stiholt A/S  er en dansk salg- og servicevirksomhed indenfor tung transport. Virksomheden har hovedkvarter i Sæby med 7 afdelinger i Danmark. De er specialiseret i salg af Scania-lastbiler, import af NTM-renovationsmateriel og Jekko-kraner samt service og reparation af busser og lastbiler. Virksomheden er et datterselskab til NSH Sæby A/S, som ejes af familien Stiholt. I 2023 havde Im. Stiholt ca. 260 ansatte og en omsætning på 805 mio. danske kroner.